# 5-デシン
5-デシン(5-Decyne)またはジブチルエチン(Dibutylethyne)は、5番炭素に三重結合を持つアルキンである。化学式はC10H18である。25℃での密度は0.766 g/ml、沸点は177℃、平均モル質量は138.25 g/molである。
5-デシンは、4-オクチン、3-ヘキシン、2-ブチンとともに、対称性を持つアルキンである。